# Scotty Rankine
Scotty Rankine (eigentlich Robert Scade Rankine; * 6. Januar 1909 in Hamilton, Schottland; † 10. Januar 1995 in Wasaga Beach) war ein kanadischer Langstreckenläufer britischer Herkunft.
1932 wurde er bei den Olympischen Spielen in Los Angeles Elfter über 5000 m. Bei den British Empire Games 1934 in London gewann er Silber über sechs Meilen und wurde Vierter über drei Meilen. 
1936 schied er bei den Olympischen Spielen in Berlin über 5000 m im Vorlauf aus; über 10.000 m musste er verletzt aufgeben. Bei den British Empire Games 1938 in Sydney holte er Silber über sechs Meilen und Bronze über drei Meilen.
1932 und 1934 wurde er Kanadischer Meister über drei Meilen, 1936 über 10.000 m und 1940 über sechs Meilen. 1939 siegte er bei der Kanadischen Meisterschaft im Marathon. 1940 verteidigte er diesen Titel und wurde Siebter beim Boston-Marathon. 1945 wurde er Vierter in Boston und Dritter beim Yonkers-Marathon.
Siebenmal gewann er das Around the Bay Road Race (1936, 1938–1940, 1942, 1944, 1948).
1935 wurde er mit dem Lionel Conacher Award als bester kanadischer Sportler des Jahres ausgezeichnet.

## Persönliche Bestzeiten
- 3 Meilen: 14:24,0 min, 5. Februar 1938, Sydney
- 10.000 m: 31:34,0 min, 1936
- Marathon: 2:35:27 h, 24. Mai 1940, Toronto